# Kunstwerk (bouwkundig)

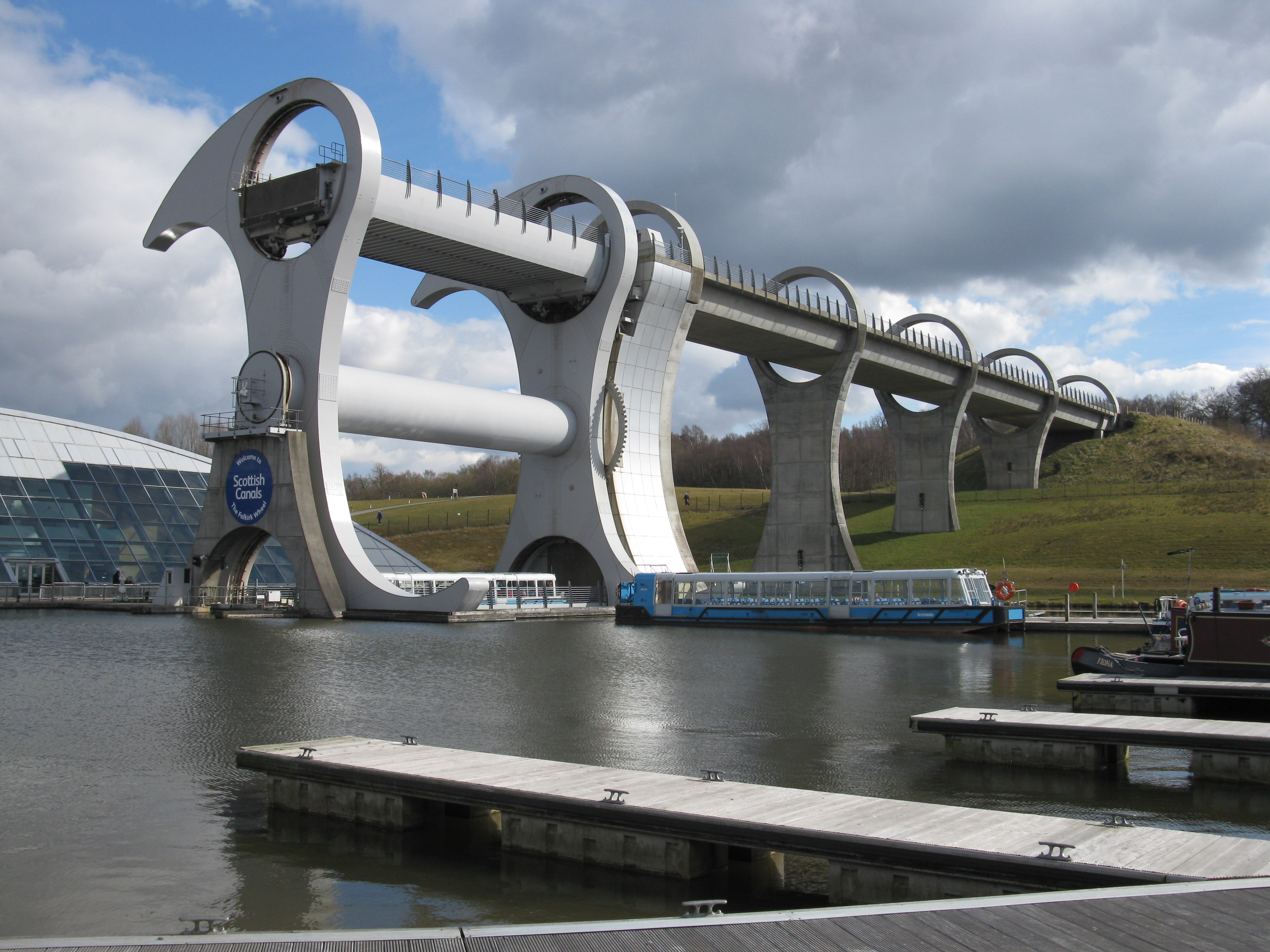
Falkirk-wiel in Schotland

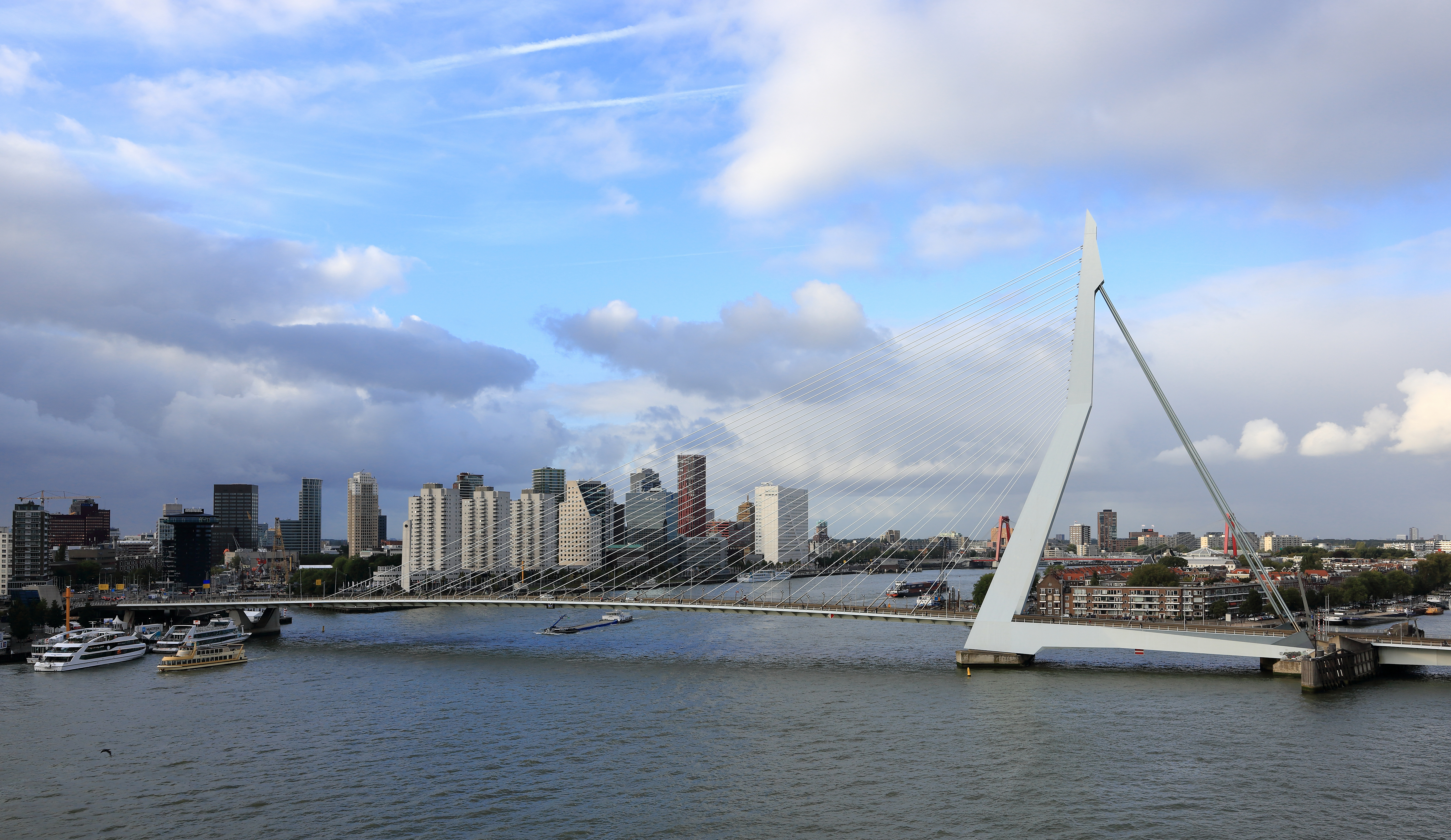
Erasmusbrug in Rotterdam

Een kunstwerk of civiele constructie is, in bouwkundige zin, een door mensenhanden gemaakt bouwwerk dat bewoning niet als hoofdfunctie heeft. De term wordt heden ten dage voorbehouden aan onderdelen van infrastructuur (waaronder verkeersinfrastructuur en waterbouwkunde). 
Bij de aanleg van spoorwegen wordt de term kunstwerk voornamelijk gereserveerd voor bijzondere constructies, vooral kruisingen met andere infrastructuur. Tijdens de aanleg moeten deze kunstwerken meestal veel eerder gestart worden dan de spoorlegging zelf om het hele project op tijd klaar te hebben. 

## Voorbeelden
- Aquaduct
- Avioduct
- Brug
- Dam
- Dijk
- Dive-under
- Duiker
- Ecoduct
- Fly-over
- Geluidsscherm
- Gemaal
- Inlaat
- Overkluizing
- Overstort
- Scheepslift
- Sluis
- Stormvloedkering
- Stuw
- Tunnel
- Viaduct
- Vistrap

## Auteursrecht
Kenmerkende bouwkundige kunstwerken vallen als artistieke kunstwerken onder het auteursrecht, zodat foto's of modellen van zulke werken niet zonder meer gepubliceerd of tentoongesteld mogen worden. In veel landen is hierop een gedeeltelijke uitzondering gemaakt via de panoramavrijheid.

## Nederland
Constructies die deels of helemaal in het water staan worden natte kunstwerken genoemd, bijvoorbeeld een brug met een pijler in de vaarweg. Natte kunstwerken zijn gemiddeld duidelijk ouder, anno 2008 was een derde van voor 1940. Bij de naoorlogse verdichting van het wegennet en de aanleg van ongelijkvloerse kruising is het aantal droge werken zoals viaducten enorm toegenomen en met het voortschrijden van de techniek worden brugoverspanningen langer en zijn verhoudingsgewijs steeds minder bruggen nat.
Anno 2025 telt Nederland 587 000 civiele constructies. Daaronder zijn 85 000 bruggen en viaducten, die, evenals elders in West-Europa, veelal gebouwd zijn in de jaren van wederopbouw na de Tweede Wereldoorlog en de periode van sterke groei in welvaart en mobiliteit daarna: de jaren vijftig tot zeventig.
De mobiliteit is daarna doorgegroeid en zowel personenauto's als vrachtauto's zijn veel zwaarder geworden, terwijl de bruggen en viaducten na zestig tot tachtig jaar aan het eind van hun levensduur zijn. Deskundigen wijzen daarom op een grote vervangingsopgave en risico's; de veiligheid vereist systematische controle, want een brug met instortingsgevaar waarschuwt niet: Je rijdt er gewoon overheen tot het misgaat.
Rijkswaterstaat beheert vijf tot zeven procent van de kunstwerken, maar de meeste vallen onder provincies, gemeenten en waterschappen. Bij kleinere beheerders schiet de deskundigheid en kennis vaak tekort. Sinds in 2016 haarscheurtjes ontdekt werden in de Gorinchemse Merwedebrug, waarschuwen deskundigen voor toekomstige problemen. In alle bestuurslagen zijn de budgetten ontoereikend.